# A 210
A 210是一款由德國Aquila研製的輕型並排兩座飛機，主要職責是教練機。

## 發展
市售註冊為A 210，但其官方工程和認證名稱是Aquila AT01。設計工作始於1997年，並於2000年3月首飛。A 210完全由碳纖維和玻璃纖維製成。碳纖維用於承受更高應力的構件、翼梁、框架和縱梁，玻璃纖維用於外殼和控制面。

## 服役國家

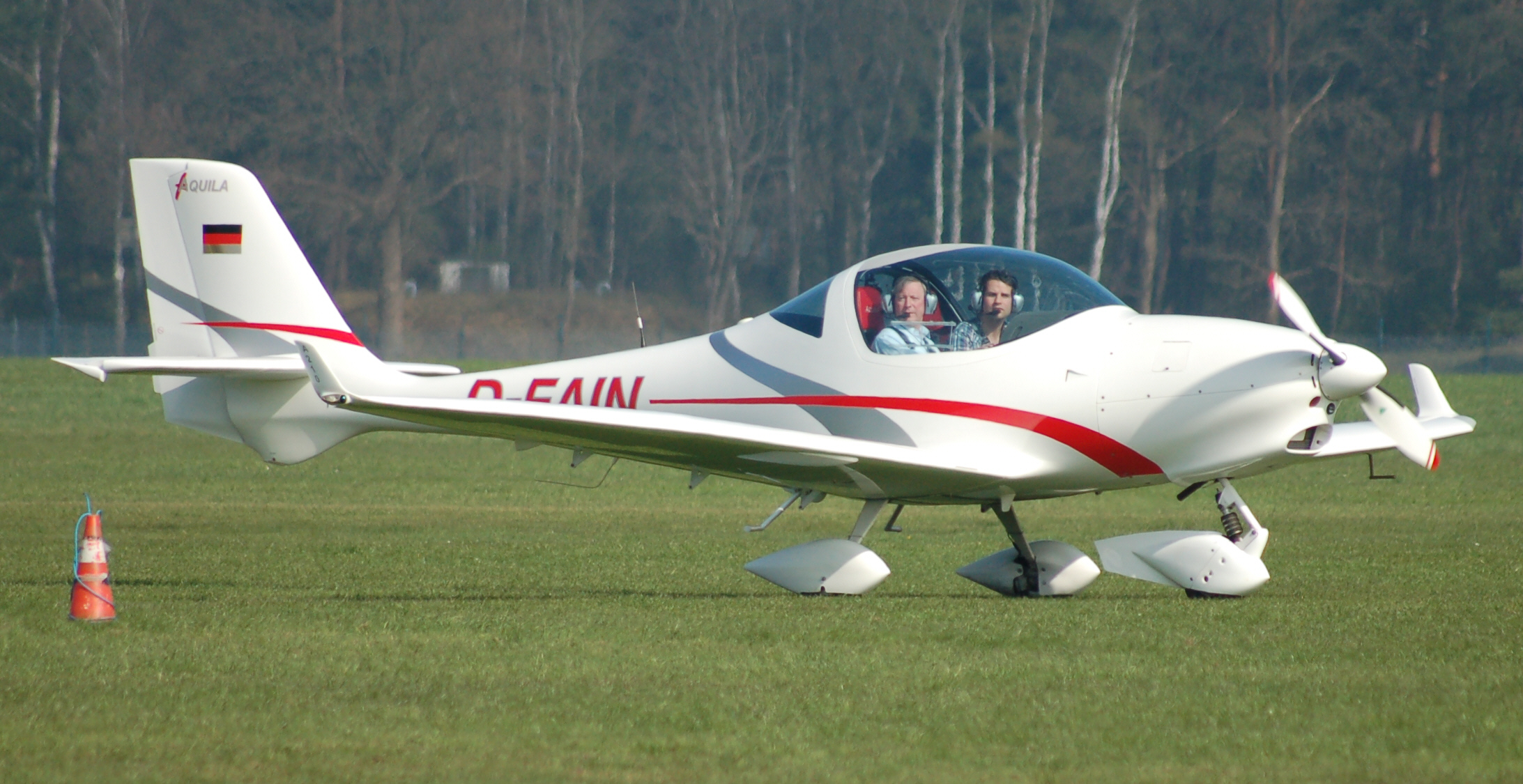

## 型號

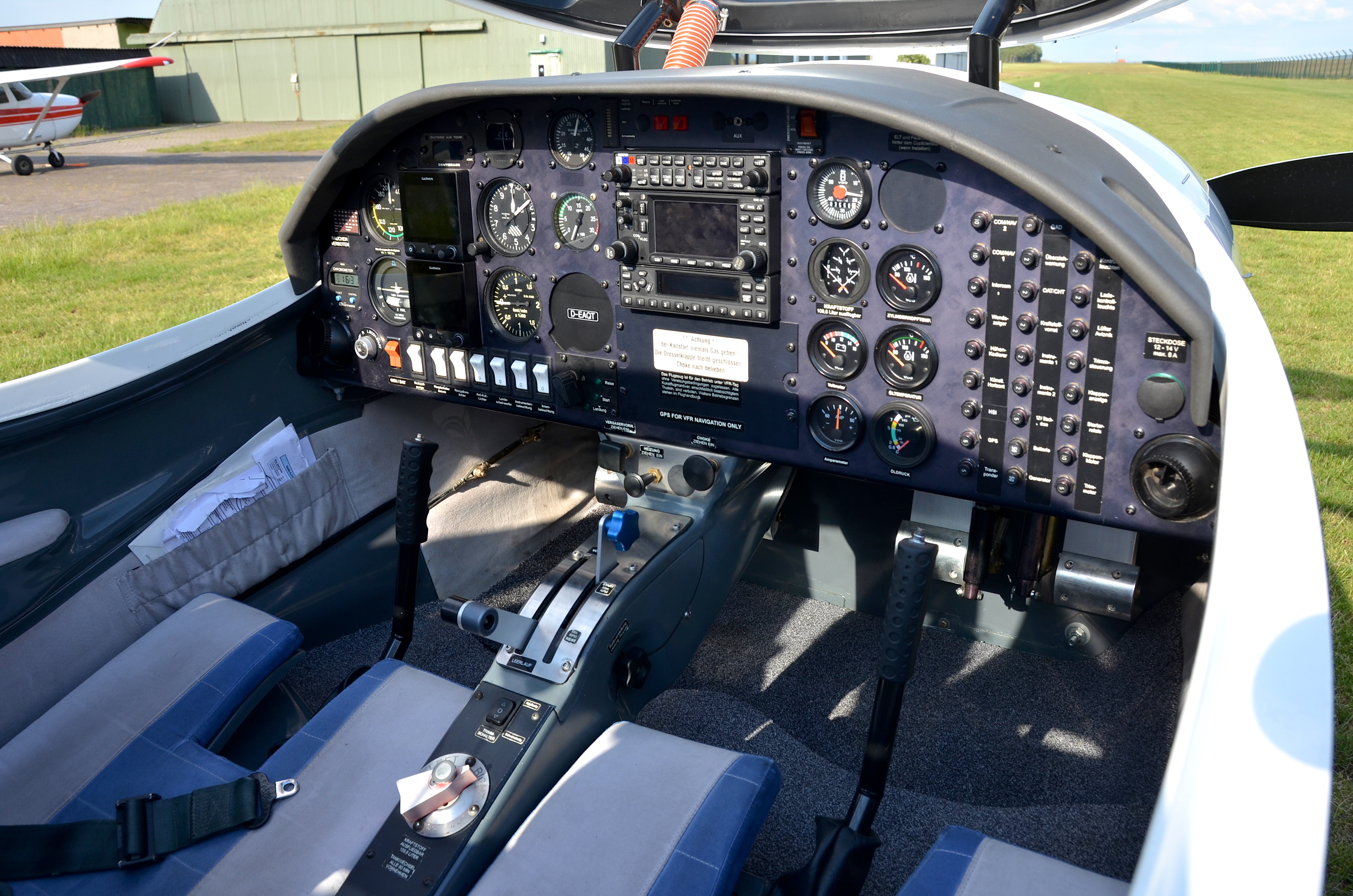
A 210的駕駛艙

- Aquila A 210

普通版本
- Aquila A 211

常規儀表版本
- Aquila A 211GX

玻璃座艙本